# Nālūs
Nālūs (persiska: نالوس) är en ort i Iran.   Den ligger i provinsen Västazarbaijan, i den nordvästra delen av landet, 600 km väster om huvudstaden Teheran. Nālūs ligger 1 419 meter över havet och antalet invånare är 2 488.
Terrängen runt Nālūs är huvudsakligen kuperad, men den allra närmaste omgivningen är platt.Runt Nālūs är det ganska tätbefolkat, med 86 invånare per kvadratkilometer. Närmaste större samhälle är Oshnavīyeh, 7,4 km nordväst om Nālūs. Trakten runt Nālūs består till största delen av jordbruksmark.